# Блокхёйсен, Ян
Ян Блокхёйсен (нидерл. Jan Blokhuijsen, 1 апреля 1989 года в Зёйд-Схарвауде) — нидерландский конькобежец, олимпийский чемпион и серебряный призёр зимних Олимпийских игр 2014 года, 2-кратный бронзовый призёр Олимпийских игр 2010 и 2018 года, 4-кратный чемпион мира и 6-кратный призёр чемпионатов мира, 3-кратный чемпион Европы и 5-кратный призёр чемпионатов Европы, 3-кратный чемпион и 7-кратный призёр чемпионата Нидерландов.

## Биография
Ян Блокхёйсен начал кататься на коньках в возрасте 8-ми лет на замёрзшем пруду. Родители подарили ему пару старомодных коньков, и под присмотром он откатал свои первые метры. В 9 лет Ян стал членом Ассоциации конькобежцев в Алкмаре. Он выиграл несколько титулов чемпиона Нидерландов и Европы на роликах среди юниоров и занял второе место на чемпионате мира в Корее. Позднее сконцентрировался на конькобежном спорте.
В сезоне 2003/04 Ян дебютировал на юниорском чемпионате Нидерландов, а в 2007 году участвовал на чемпионате мира среди юниоров в Инсбруке, где выиграл золото в командной гонке. Через год стал чемпионом мира среди юниоров и в командной гонке и в сумме многоборья. В том же 2008 году стал участвовать на чемпионате Нидерландов среди взрослых. В сезоне 2009/10 он дебютировал на Кубке мира в составе команды "VPZ" и сразу выиграл командную гонку с партнёрами на 2-м этапе в Херенвене и 4-м этапе в Калгари.
В январе 2010 года Блокхёйсен стал 5-м на чемпионате Европы в классическом многоборье в Хамаре. В феврале на своих первых зимних Олимпийских играх в Ванкувере завоевал бронзовую медаль с олимпийский рекордом в командной гонке преследования вместе со Свеном Крамером, Марком Тёйтертом и Симоном Кёйперсом, и занял 9-е место в забеге на 5000 м. На чемпионате мира в классическом многоборье в Херенвене занял 5-е место.

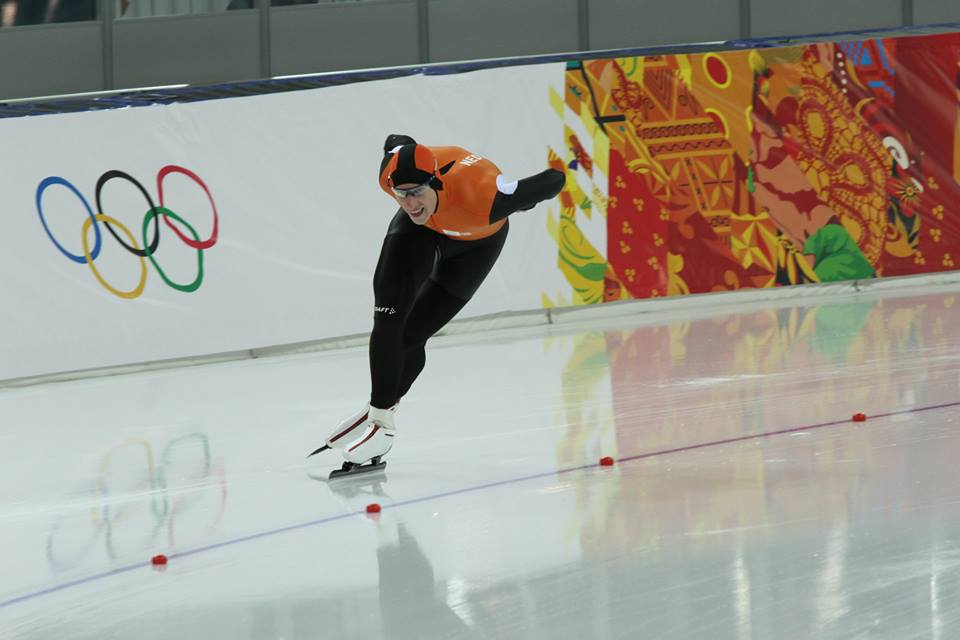
Выступление Блокхёйсен на Олимпийских играх 2014 в Сочи

Через год в 2011 году стал серебряным призёром чемпионата Европы в классическом многоборье в Коллальбо, где проиграл Ивану Скобреву и бронзовым призёром чемпионата мира в классическом многоборье в Калгари. На чемпионате мира на отдельных дистанциях в Инцелле занял третье место в командной гонке.
В 2012 году вновь стал серебряным призёром чемпионата Европы в классическом многоборье, где уступил Свену Крамеру, стал вторым на чемпионате мира в классическом многоборье и чемпионом мира в командной гонке вместе с Куном Вервеем и Свеном Крамером на чемпионате мира на отдельных дистанциях
В 2013 году третий раз подряд взял серебро чемпионата Европы в классическом многоборье. На чемпионате мира в классическом многоборье выступил менее удачно, заняв только 11-е место, как выяснилось позднее, спад произошёл из-за кишечной инфекции (инфекционный мононуклеоз). В марте на чемпионате мира на отдельных дистанциях завоевал золото в командной гонке. В том же марте после конфликта с тренером Герардом Кемкерсом объявил об уходе из команды "TVM" по окончании сезона, в которой он несколько лет тренировался вместе со Свеном Крамером..
В мае 2013 года Блокхёйсен присоединился к команде "Corendon" под руководством тренера Яна ван Вина. В январе 2014 года он стал впервые золотым призёром на чемпионате Европы в классическом многоборье, а уже через месяц на зимних Олимпийских играх в Сочи выиграл золото в командной гонке и серебро на дистанции 5000 метров, уступив 4,95 сек Свену Крамеру. На дистанции 1500 метров занял 13-е место. В марте стал серебряным призёром чемпионата мира в классическом многоборье. 
В сезоне 2014/15 Блокхёйсен не смог пройти квалификацию ни на один крупный турнир и после споров с тренером Яном ван Вином ушёл из команды "Corendon". В мае 2015 года он перешёл в команду "Team Stressless" под руководством тренера Десли Хилла. В сезоне 2015/16 Ян вместе с партнёрами выиграл командную гонку на 3-м этапе Кубка мира в Инцелле и на 4-м этапе в Херенвене. В январе 2016 года на чемпионате Европы в классическом многоборье взял бронзовую медаль.
Он стал чемпионом Нидерландов в классическом многоборье в середине января 2016, в феврале на чемпионате мира на отдельных дистанциях в Коломне стал чемпионом мира в командной гонке. Следом на чемпионате мира в классическом многоборье выиграл бронзовую медаль. Блокхёйсен в следующем году выиграл серебро в многоборье на чемпионате Европы в Херенвене, также стал чемпионом Нидерландов в многоборье и на чемпионате мира на отдельных дистанциях в Канныне завоевал золотую медаль в командной гонке.
На очередном чемпионата мира в классическом многоборье вновь выиграл бронзу. В 2018 году на чемпионате Европы в Коломне Ян завоевал золотые медали в командной гонке и в масс-старте. На зимних Олимпийских играх в Пхёнчхане стал бронзовым призёром в командной гонке. На дистанции 5000 метров занял 7-е место. После рождения ребёнка, он пропустил весь сезон 2018/19 и не участвовал в соревнованиях. В 2019 году Ян присоединился к команде братьев Мартина и Эрвина тен Хове "Team Iko".
В 2020 году Блокхёйсен в третий раз стал чемпионом Нидерландов в классическом многоборье и участвовал на чемпионате мира в классическом многоборье в Хамаре, где занял 4-е место. В 2022 году выиграл серебро в масс-старте на чемпионате страны и не смог квалифицироваться на Олимпиаду 2022 года. Весной 2022 года Ян Блокхёйсен заявил о завершении карьеры.

## Спортивные результаты
| Год  | Чемпионат Нидерландов на отдельных дистанциях | Чемпионат Нидерландов (многоборье) | Чемпионат Европы     | Чемпионат мира (многоборье) | Чемпионат мира (отдельные дистанции) | Олимпийские игры             | Кубок мира                     | Чемпионат мира среди юниоров |
| ---- | --------------------------------------------- | ---------------------------------- | -------------------- | --------------------------- | ------------------------------------ | ---------------------------- | ------------------------------ | ---------------------------- |
| 2008 | 12e 1500 м 13e 5000 м                         | 8e · (, 12e, 11e, 11e)             |                      |                             |                                      |                              |                                | · (4e, , ) · командная гонка |
| 2009 | 14e 1500 м 19e 5000 м                         | 8e (5e, 10e, 14e, 9e)              |                      |                             |                                      | -                            |                                |                              |
| 2010 | 7e 1500 м 6e 5000 м                           |                                    | 5e (7e, 4e, 17e, 4e) | 5e (9e, 7e, 10e, 6e)        |                                      | 9e 5000 м · командная гонка  | 10e 5/10 км · командная гонка  |                              |
| 2011 | 9e 1500 м 8e 5000 м Dq 10000 м                | · (, , 4e, 4e)                     | · (, 4e, 5e, )       | · (4e, 4e, 6e, )            | DSQ 5000 м · командная гонка         |                              | 16e 5/10 км 8e командная гонка |                              |
| 2012 | 6e 1500 м 4e 5000 м 5e 10000 м                |                                    | · (, )               | · (7e, , )                  | 4e 5000 м · командная гонка          | 6e 5/10 км · командная гонка |                                |                              |
| 2013 | 10e 1500 м · 5000 м · 10000 м                 | · (, )                             | · (4e, , 10e, )      | 11e (8e, 8e, 13e, nc)       | командная гонка                      |                              |                                |                              |
| 2014 | 6e 1500 м 4e 5000 м 4e 10000 м                |                                    | · (7e, , 9e, )       |                             |                                      | 5000 м · командная гонка     |                                |                              |
| 2015 | 8e 1500m NF 5000m NF 10000m                   |                                    |                      |                             |                                      |                              |                                |                              |
| 2016 |                                               |                                    | · (5e, , 9е,         | · (6e, , 6е, )              | командная гонка                      |                              |                                |                              |
| 2017 |                                               |                                    | · (, , 7е, )         |                             | командная гонка                      |                              |                                |                              |

* (500 м, 3000 м, 1500 м, 5000 м)
DSQ = дисквалификация

## Личная жизнь
Ян Блокхёйсен обучался в университете Гронингена. В 2018 году он женился на Пенни-Ли Харцуйкер, которая работает в мире моделей. Она основала "iD model Scouting" в 2006 году. В январе 2019 года у них родилась дочь Джеки-Ноэ, а в 2021 году родился сын Скотти-Йонах. Его отец Мартин не живет в Зёйд-Схарвауде уже десять лет, брат и сестра тоже улетели, а его мать Паулин похоронена. 